# Äktenskapsbrottaren
Äktenskapsbrottaren är en svensk komedifilm från 1964 i regi av Hasse Ekman. Filmen är baserad på Georges Feydeau och Maurice Desvallières pjäs L'Hôtel du libre échange från 1894. I huvudrollerna ses Gunnar Björnstrand, Siv Ericks, Carl-Gustaf Lindstedt, Birgitta Andersson och Sven Lindberg.

## Om filmen
Filmen premiärvisades den 16 december 1964 på biografen Spegeln i Stockholm. Filmfotograf var Martin Bodin.

## Rollista i urval
- Gunnar Björnstrand – Emil Fäger, fotograf
- Siv Ericks – Agnes Fäger, Emils hustru
- Carl-Gustaf Lindstedt – Hjalmar Korpulin, byråråd
- Birgitta Andersson – Isabella Korpulin, Hjalmars hustru
- Sven Lindberg – Pettersson-Rask, vaneförbrytare
- Anna Sundqvist – Svea, piga hos Fägers
- Gösta Ekman – Sixten, Korpulins brorson, ateljéassistent
- Stig Grybe – Bror Victorin, hälsobrunnsdirektör
- Olof Thunberg – kommissarie Vilja
- Sune Mangs – Paavo, allt-i-allo på Hotel Eros
- John Melin – Purén, hotelldirektör och portier
- Sigge Fürst – tågkonduktör
- Nils Eklund – Klemming, spjutkastare
- Sonja Karlsson – Tilda, Victorins dotter
- Desirée Edlund – Hilda, Victorins dotter
- Birgitta Svensson – Milda, Victorins dotter
- Lis Nilheim – Vilda, Victorins dotter
- Bellan Roos – expedit på effektförvaring
- Georg Skarstedt – prästen
- Teddy Holmberg – en turk
- Ulf Andrée – en ryss
- Claes Esphagen – en polis
- Ragnar Sörman – en polis

## DVD
Filmen gavs ut på DVD 2018.